# Uroctonus franckei
Espèce
Uroctonus franckei est une espèce de scorpions de la famille des Chactidae.

## Distribution
Cette espèce est endémique de Californie aux États-Unis. Elle se rencontre dans les comtés d'Inyo et Mono au dessus de 2 000 m d'altitude dans la Sierra Nevada.

## Description
Le mâle holotype mesure 58 mm et la femelle paratype 52 mm, les mâles mesurent de 39 à 58 mm et les femelles de 38 à 54 mm.

## Étymologie
Cette espèce est nommée en l'honneur de Oscar F. Francke.

## Publication originale
- Williams, 1986 : A new species of Uroctonus from the Sierra Nevada of California (Scorpiones: Vaejovidae). Pan-Pacific Entomologist, vol. 62, no 4, p. 359-362.